# Роналд Мюлдер
Роналд Мюлдер (нід. Ronald Mulder; нар. 27 лютого 1986, Зволле, Нідерланди) — нідерландський ковзаняр. Бронзовий призер зимових Олімпійських ігор 2014 на дистанції 500 м. Брат-близнюк Міхел також ковзаняр, олімпійський чемпіон 2014.